# Асад ибн аль-Фурат
Асад ибн аль-Фурат (араб. أسد بن الفرات‎; 759 — 828) — ифрикийский кади, начавший арабское завоевание Сицилии.
Его семья вместе с ним эмигрировала в Ифрикию из месопотамского Харрана. Асад учился в Медине вместе с Маликом ибн Анасом, основателем Маликитского мазхаба, а в Куфе — вместе с учеником Абу Ханифы, основателя Ханафитского мазхаба. Он изложил свои взгляды на шариат в работе «Асадийя», имевшей большое влияние в Ифрикии.
После возвращения в Ифрикию он стал кади в Кайруане, где вскоре вступил в конфликт с амиром Зиядет-Аллахом I из династии Аглабидов, когда осмелился критиковать его пышный и помпезный образ жизни. Чтобы избавиться от нежелательного критика, амир назначил его главой похода против византийской Сицилии. В 827 году арабское войско под предводительством Асада ибн аль-Фурата высадилось на Сицилии в Мадзара-дель-Валло, разбило византийские войска и осадило Сиракузы. Однако началась эпидемия чумы, во время которой умер и сам Асад ибн аль-Фурат.
Асад вошёл в историю тем, что установил Ханафитский мазхаб в Ифрикии.